# Edisto Beach
Edisto Beach est une ville située dans le comté de Colleton, dans l’État de Caroline du Sud, aux États-Unis. Lors du recensement de 2020, elle comptait 1 033 habitants.